# Victor Stanciu
Victor Stanciu (n. 28 octombrie 1884, Viștea de Jos județul Făgăraș – d. secolul al XX-lea) a fost un deputat în Marea Adunare Națională de la Alba Iulia, organismul legislativ reprezentativ al „tuturor românilor din Transilvania, Banat și Țara Ungurească”, cel care a adoptat hotărârea privind Unirea Transilvaniei cu România, la 1 decembrie 1918.:p. 77

## Biografie
Victor Stanciu a fost director al Școlii ortodoxe române de fete din Arad, consilier al secției școlare a Episcopiei ortodoxe române din Arad, directorul general al Consiliului Dirigent Sibiu-Cluj, profesor universitar și subsecretar de stat la Agricultură și Domenii.:p. 267

## Activitatea politică

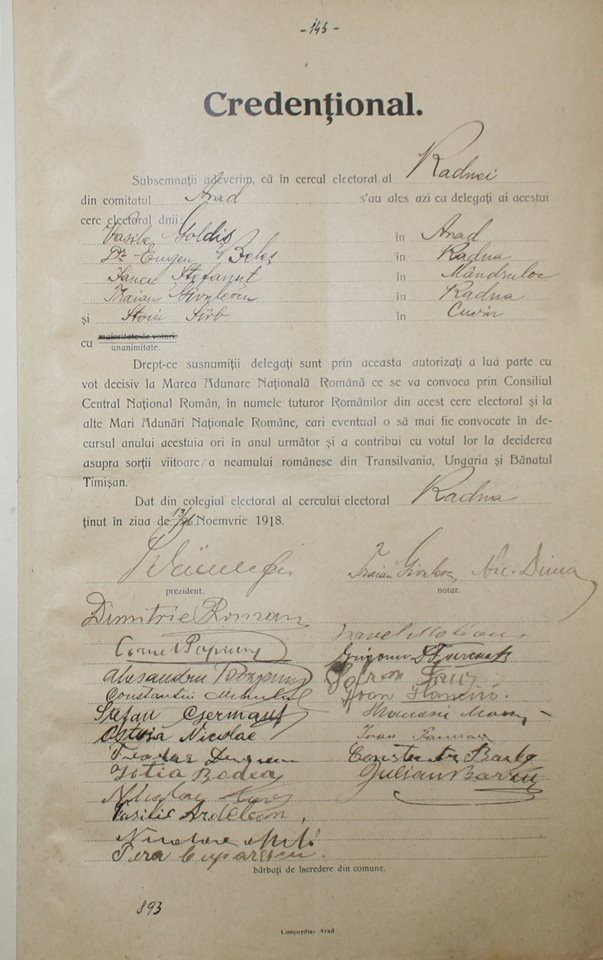
Credențional

A fost ales delegat al Școlii civile de fete din Arad la Marea Adunare Națională de la Alba-Iulia, unde a votat unirea Ardealului cu România, la 1 decembrie 1918.:p. 267